# Procès de sorcellerie de Fribourg

Les procès de sorcellerie de Fribourg font partie d'une vaste campagne de chasse aux sorcières organisée en Suisse, qui débute par les procès de sorcellerie du Valais à partir de 1428. À cette époque le concile de Bâle et les différentes bulles papales dont la Vox in Rama ont posé les jalons d'une condamnation du crime de sorcellerie comme un crime d'hérésie, ainsi que la possibilité de faire instruire des procès en sorcellerie par un tribunal d'inquisition. Dans le contexte de Fribourg, les procès constitutifs de chasses aux sorcières débutent en 1429, et se placent en alternance entre des vagues de procès dirigée contre les hérétiques vaudois en 1399 et 1430. Ils marquent les débuts de l'inquisition en Suisse romande. Cette alternance rapprochée entre procès en hérésie et procès de sorcellerie est une particularité des premiers procès de sorcellerie à Fribourg.
Ces procès sont à replacer dans un contexte régional d'enjeux territoriaux de la ville de Fribourg au XVIe siècle qui cherche à étendre son influence, et sont représentatifs de la transformation des procès visant les hérétiques en procès de sorcellerie, avec en même temps une prépondérance des femmes mises en cause dans ces procédures. 
Les procès sont retranscrits dans des registres légaux, et on en trouve également des traces dans les extraits de comptes communaux, que des archivistes et historiens et historiennes en Suisse ont dépouillés depuis les années 1990. 
À partir de 1475 on en trouve également des traces dans les Livres Noirs (Thurnrodel) qui comportent des retranscriptions d'interrogatoires des personnes suspectées.
Une première vague de procès que l'on peut qualifier véritablement de chasse aux sorcières organisée a lieu en 1429, puis une deuxième entre 1438 et 1442, et une troisième entre 1462 et 1464. Si les premiers procès de 1429 sont menés sous l'égide de l'inquisition par Ulric de Torrenté, les procès en sorcellerie suivants sont menés par les autorités de la ville de Fribourg, et sont donc des procédures laïques, menées dans le cadre de l'expansion territoriale de la ville, avec la volonté de s'affranchir de la tutelle de l'inquisition. Les victimes de ces procès, sauf exception, sont pour les trois quarts des femmes, et visent de plus en plus au cours du temps en grande majorité les populations paysannes en dehors de la ville de Fribourg, en faisant de ces procès une méthode pour établir le pouvoir de la ville sur les campagnes environnantes, parfois qualifiée par les historiens et historiennes de « guerre entre la ville et la campagne ».
La dernière des victimes des procès de sorcières à Fribourg (et en Suisse Romande) est Catherine Repond, dite « la Catillon ». condamnée à être étranglée puis brûlée vive en 1731. En 2009, une motion demandant la réhabilitation de Catherine Repond est refusée par le Grand Conseil du canton de Fribourg. En 2010 une Place Catherine-Repond est inaugurée au lieu-même de son exécution, sur la colline du Guintzet à Fribourg. En 2020, les archives cantonales mettent en ligne les retranscriptions de plus de 108 procès. 500 personnes furent victimes de ces procès, et 300 périrent sur les bûcher au total  sur toute la durée des procès, faisant de Fribourg un des cantons les plus meurtriers de la Suisse en ce qui concerne la chasse aux sorcières, juste après le canton de Vaud. La Suisse reste le pays qui a le plus brûlé de sorcières en Europe par rapport au nombre de ses habitants.

## Contexte historique

### L'inquisition et la persécution des hérétiques et des sorcières

#### Contexte européen

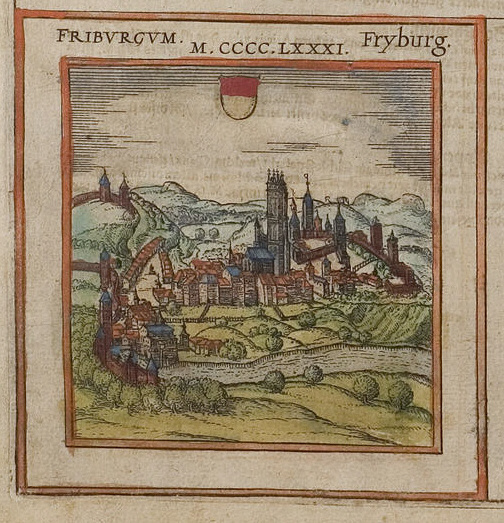
Fribourg, gravure de Georg Braun ; Frans Hogenberg, Civitates Orbis Terrarum, page 1, 1572.

Au niveau européen, l'Inquisition médiévale est établie par le pape Innocent III en 1199. En 1231, Grégoire IX publie la constitution Excommunicamus visant les hérétiques, et donne la tâche de condamner les hérétiques à un tribunal d'exception, l'Inquisitio hereticae pravitatis.
En 1233 est rédigée la première bulle de l’histoire contre la sorcellerie, la Vox in Rama, puis en 1318 à la suite d'une affaire d'empoisonnement et d'envoûtement visant le pape Jean XXII, une bulle élargit les droits des inquisiteurs. Enfin en août 1326, la bulle pontificale Super illius specula, assimile la sorcellerie à l'hérésie. Tous ces éléments mettent en place la possibilité juridique d'instruire des procès en sorcellerie par un tribunal d'inquisition.
À peu près au moment où commencent les premiers procès à Fribourg, débute en Suisse le concile de Bâle (1431-1442). Johannes Nider, l'auteur du Formicarius — dans lequel la sorcière est présentée comme une femme non éduquée capable de pratiquer la magie, domaine jusque là réservé au magicien — assiste au concile. Martin Le Franc également, qui rédige Le Champion des dames, ainsi que nombre de rédacteurs des premiers manuscrits concernant les sorcières et le sabbat. Au concile sont également diffusés les Errores Gazariorum, conservés entre les feuillets des actes du concile de Bale au Vatican.

#### Contexte en Suisse romande

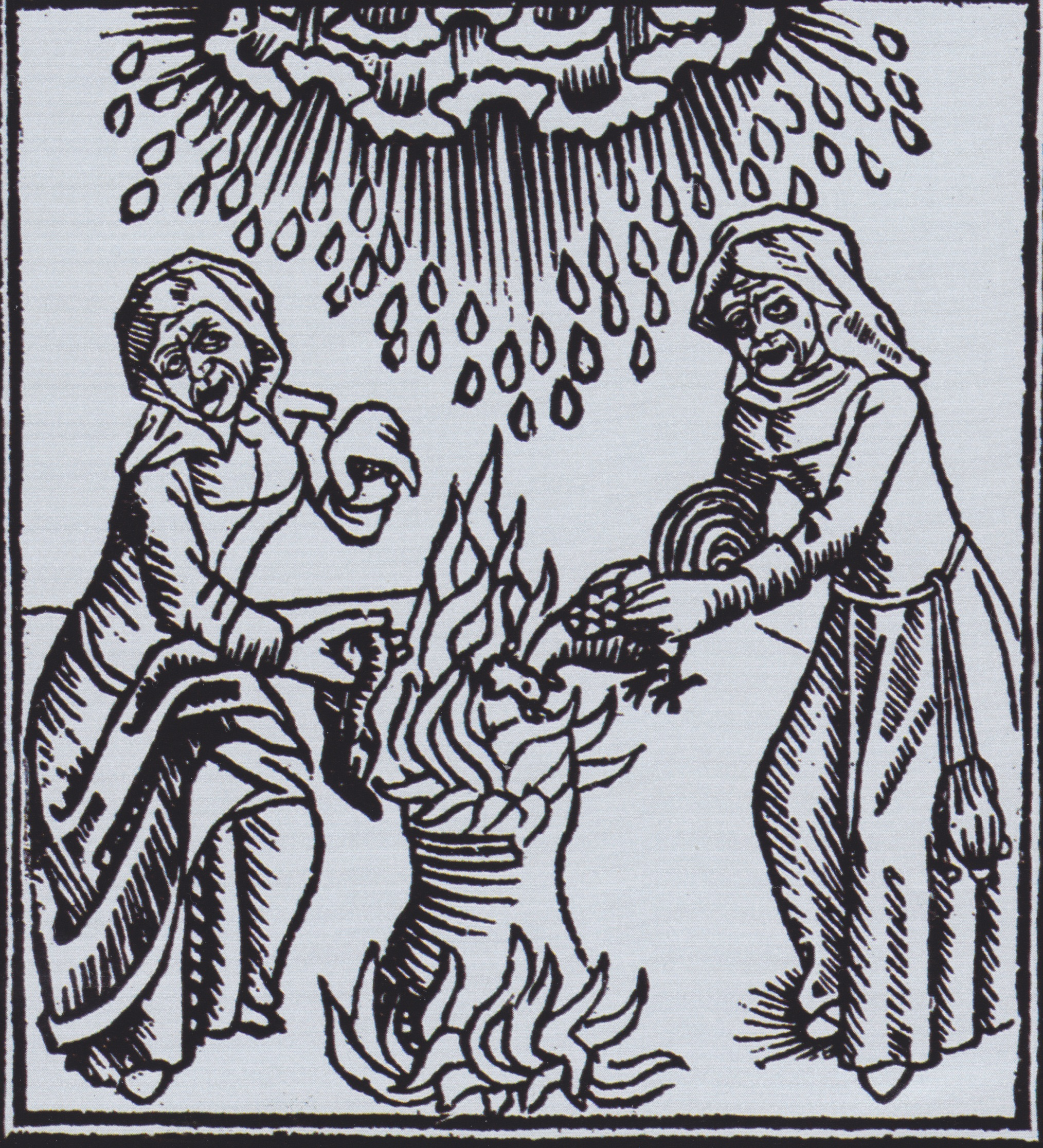
Sorcières préparant un maléfice de mauvais temps, auteur inconnu vers 1489.

En Suisse romande, l'inquisition est présente depuis 1267, mais n'intervient pas de manière massive. Un tribunal d'inquisition francophone est toutefois présent à Lausanne, qui intervient d'abord dans des incidents isolés. En 1375, le premier inquisiteur de Lausanne, François de Moudon mène une procédure contre le béguinage du Libre-Esprit soupçonné d'hérésie. Il ne réussit pas à mener à bout son entreprise pour faire accuser d'hérésie les fribourgeoises suspectées. L'inquisition devient permanente sous l'influence d'Ulric de Torrenté En 1429-1430, Ulric de Torrenté enquête contre les vaudois à Fribourg dans le diocèse de Lausanne. C'est donc lui qui débute les premiers procès contre des sorcières en 1429, puis les procès contre les vaudois en 1430,, ces procès faisant suite à une premières série de procès contre les hérétiques vaudois en 1399. Ulrich de Torrenté parvient, soutenu par le pape Martin V puis Félix V, à garantir l’indépendance de sa mission face à la hiérarchie dominicaine, et à établir l'inquisition comme une institution, en la dotant d'une structure et de personnel. Torrenté rédige aussi des formulaires d'interrogatoires afin d'identifier les hérétiques. La ville de Fribourg est selon les historiens Georg Modestin et Kathrin Utz Tremp, la première et la meilleure cliente du tribunal de l'inquisition de la Suisse romande.
Les interrogatoires des procès de sorcellerie de Fribourg après 1475 sont retranscrits dans des registres légaux appelés communément les Livres noirs,.

### Conflits territoriaux

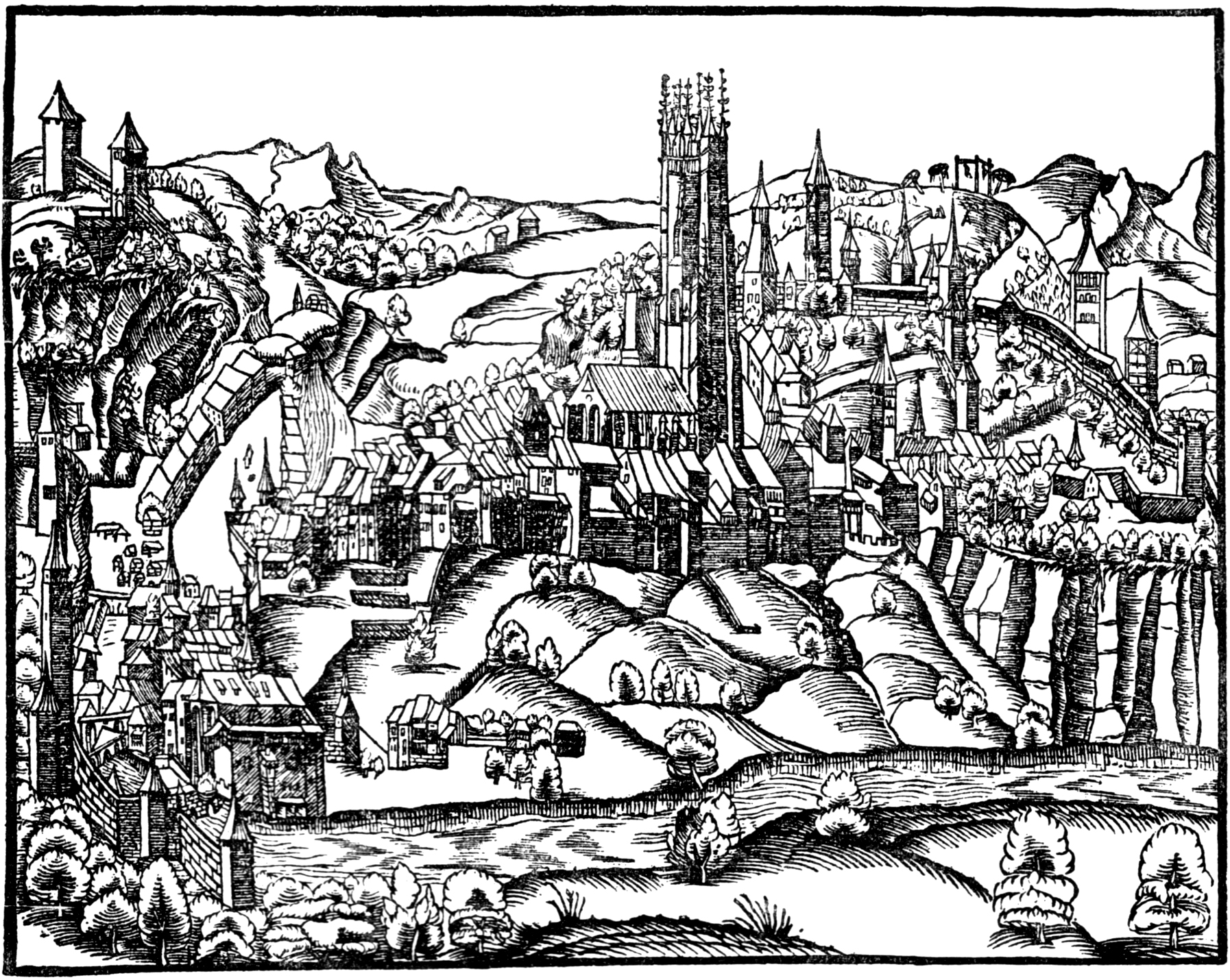
Fribourg, 1548, estampe de Johannes Stumpf publié dans les Voelckeren Chronick wirdiger thaaten Beschreybung.

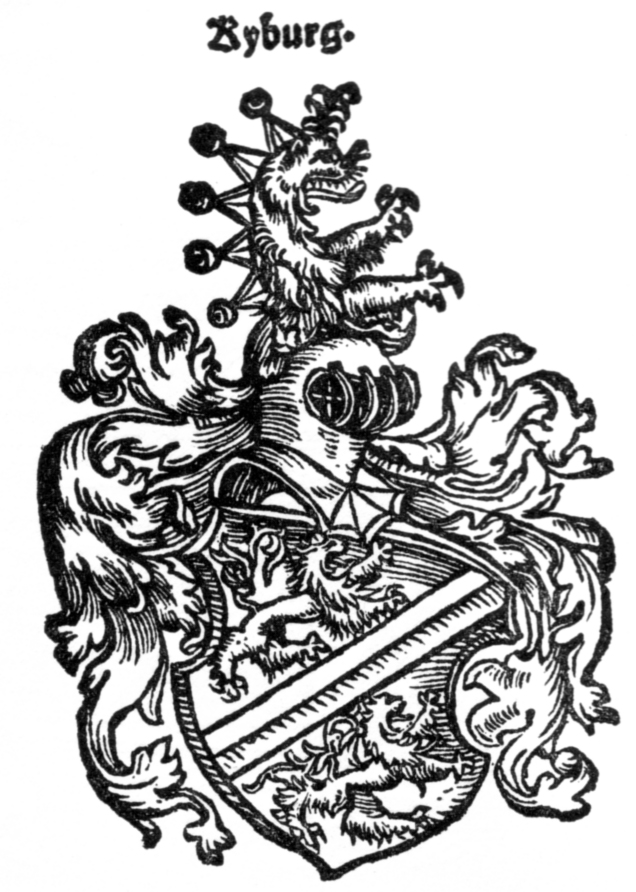
Blason des Kybourg, gravure de 1548.

Fribourg est une ville fondée en 1157 par le duc Berthold IV. Durant le bas Moyen Âge, la ville passe sous l'autorité successive des Zaehringen jusqu'en 1218, des Kybourg jusqu'en 1277, des Habsbourg jusqu'en 1452 avant de passer à la Savoie.

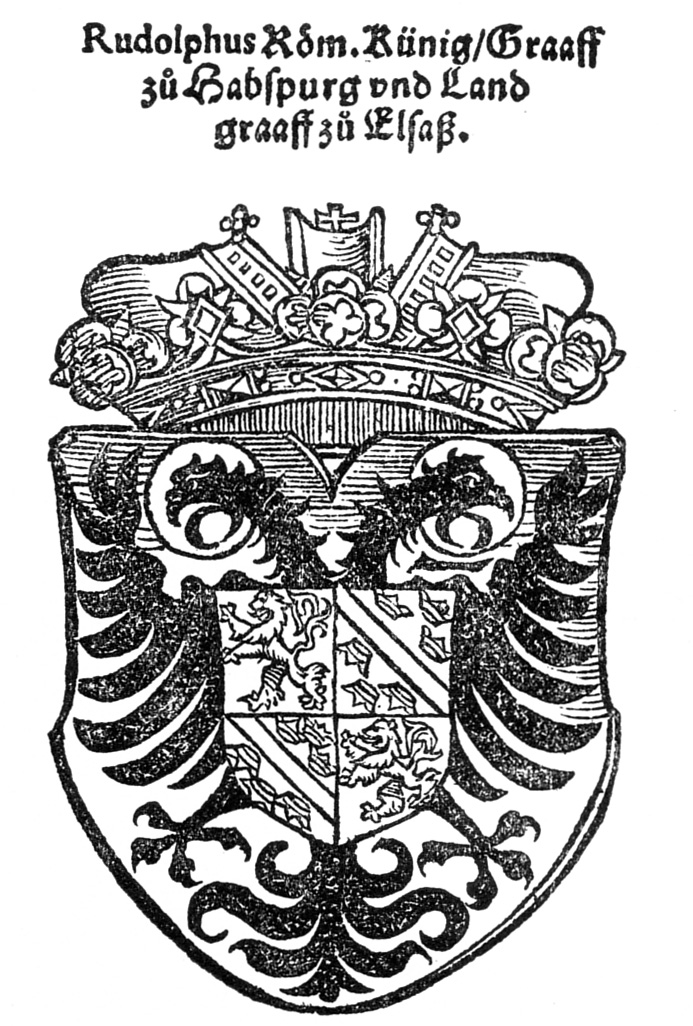
Blason de Ropdolfe de Habsburg, gravure de 1548.

À la mort du duc Berthold, la ville revient à son fils Berthold V, qui fonde la ville de Berne en 1191. Berne, à la différence de Fribourg, n'eut pas d'autres seigneur après la mort de Berthold V, et devint une ville impériale, obtenant l'immédiateté impériale. Fribourg échut aux Kybourg, mais le lien historique avec Berne la constitue en une entité à la fois « sœur et rivale » selon Kathrin Utz Tremp.
Le 26 novembre 1277, Anne de Kibourg vend la ville aux fils de Rodolphe de Habsbourg. Sous la domination des Habsbourg, ces derniers cherchant à consolider le pouvoir de l'Autriche bien que ne jouissant pas du statut de ville impériale, la ville réussit à s'affranchir et devenir de plus en plus autonome. Le fait que les Habsbourg cherchent à étendre leur pouvoir va paradoxalement rendre Fribourg de plus en plus autonome, se détachant des Habsbourg, mais se réclamant habilement de l'Empereur et de l'Autriche pour rester indépendante de Berne.
Ces deux tendances historiques vont camper des tensions territoriales autour de la ville de Fribourg, notamment dans les campagnes, où à partir 1429 des procès en hérésie et en sorcellerie se multiplient.

## Les procès
Les procès en sorcellerie démarrent en 1437 (selon l'historienne Kathrin Utz Tremp) ou 1438 (selon Georg Modestin), mais on trouve des éléments dans les premiers procès menés contre des hérétiques dès 1429 et 1430 avec des procédures visant des pratiques de la magie plutôt que des postures hérétiques,. Les recherches historiques menées par Georg Modestin et Kathrin Utz Tremp montrent pour la ville de Fribourg une alternance et une proximité temporelle et thématique de ces procès, ainsi que leur connexion avec les enjeux territoriaux de la ville de Fribourg au XVe siècle,,,. Pour expliquer les procès en Suisse romande, l'historienne Kathrin Utz Tremp reprend l'hypothèse de Joseph Hansen (en) selon laquelle le concept cumulatif de sorcellerie est issu d'un glissement des stéréotypes liés à l'hérésie médiévale,,, thèse également accréditée par Georg Modestin. Il y aurait une continuité entre les premiers procès pour hérésie intentés contre les Cathares dans le sud de la France et les procès en sorcellerie constitutifs de chasses aux sorcières qui se mettent en place progressivement au XVe siècle. Ce fait avait déjà été noté de manière plus générale par Carlo Ginsburg, dans son livre Le sabbat des sorcières relevant une continuité sémantique dans les discours accusatoires et imaginaires d'empoisonnement de puits par des lépreux et des juifs dans le sud de la France, le discours tenu contre les hérétiques, et celui tenu contre les sorcières à travers le concept élaboré de « sabbat ». 

### Les premiers procès en hérésie de 1399 et 1430
Les procès menés entre 1399 et 1430 sont documentés par une première étude historique de Gottlieb Friedrich Ochsenbein intitulée Aus dem schweizerischen Volksleben des XV. Jahrhunderts (français : Aspects de la vie populaire en Suisse au XVe siècle). Ochsenbein est pasteur à Fribourg entre 1854 et 1877,,.

#### Procès de 1399
Les procès visent l'aile allemande de la secte de Vaudès (mouvement vaudois). Les actes du procès de 1399 n'ont pas été conservés dans leur intégralité, il ne reste que des extraits et les sentences prononcées.
Guillaume de Menthonnay, évêque de Lausanne est informé par un avoyer et la ville de Fribourg que des personnes y sont soupçonnées d'hérésie. Il semble que les accusations aient été transmises officiellement par une délégation de la ville de Berne, qui mène un procès contre les vaudois en 1399 également. La délégation bernoise se rend à Fribourg pour y remettre une liste de personnes accusées (26 hommes et 28 femmes) agrémentée des chefs d'accusations à une délégation de la ville de Fribourg. Les personnes ont été dénoncées lors des procès qui se sont tenus à Berne. Le contexte fait suite à la perte de la région du Simmental au profit de la ville de Berne, qui en rachète les seigneuries locales. Les motifs de la remise de cette liste ne sont donc pas forcément amicaux envers la ville de Fribourg.

Armoiries de l'évêque Guillaume de Menthonay.

Le 28 novembre 1399 le dominicain Humbert Franconis est mandaté par l'évêque de Lausanne, Guillaume de Menthonnay pour diriger l'inquisition à Fribourg. Le 3 décembre 1399 l'inquisition arrive à Fribourg pour instruire le procès, mais la phase d'instruction est bloquée par le fait qu'il existe déjà une liste avec des chefs d'accusations. La ville de Berne refuse de remettre les actes des procès à la suite de la demande de Humbert Franconis le 5 décembre 1399. Le 23 décembre 1399 après avoir mené quatre séries d'interrogatoires sans torture, face à l'impossibilité de mener l'instruction faute de documents, les suspects sont admis au serment de purgation et acquittés. La ville de Fribourg semble avoir fait obstacle à la mission de l'inquisiteur, fait remarquable dans ce type de procès.
20 des victimes des procès de 1399, dix hommes et dix femmes sont impliquées dans les procès de 1430 qui ont suivi. 

#### Procès de 1429: première chasse aux sorcières
Les procès de 1429, contrairement à ceux de 1399 et 1430 sont des procès visant les personnes soupçonnées de pratiquer la sorcellerie, et selon Kathrin Utz Tremp et Georg Modestin constituent un prélude aux procès visant les hérétiques de 1430,. L'inquisiteur en charge de mener les procédures est Ulric de Torrenté,. Les seuls documents attestant de cette chasse aux sorcières sont constitués par les extraits de comptes de la ville de Fribourg rédigés en langue francoprovençale et mentionnent les dépenses faites durant les procédures judiciaires. Les victimes de ces procès de 1429 venaient majoritairement de la campagne germanophone des Anciennes Terres et étaient majoritairement des femmes, ce qui parait constituer la caractéristique du glissement de l'accusation d'hérésie vers celle de sorcellerie. On constate, avec ce glissement des chefs d'accusations, qu'une féminisation des personnes accusées s'opère, les femmes faisant davantage l'objet d'accusations de sorcellerie que ce que l'on peut constater pour les accusations d'hérésie. Georg Modestin relève, tout comme Kathrin Utz Tremp, que le profil des victimes change également pour se focaliser sur des personnes étrangères à la ville, veuves et marginalisées, avec le recours au stéréotype de « charité refusée » suivant une scénarisation typique : une personne nantie refuse la charité à une femme pauvre, et l'accuse ensuite de sorcellerie si un malheur vient frapper ses proches par la suite. Cette pratique témoigne d'une méthode de la ville de Fribourg pour asseoir son pouvoir sur les campagnes environnantes. 

#### Procès de 1430

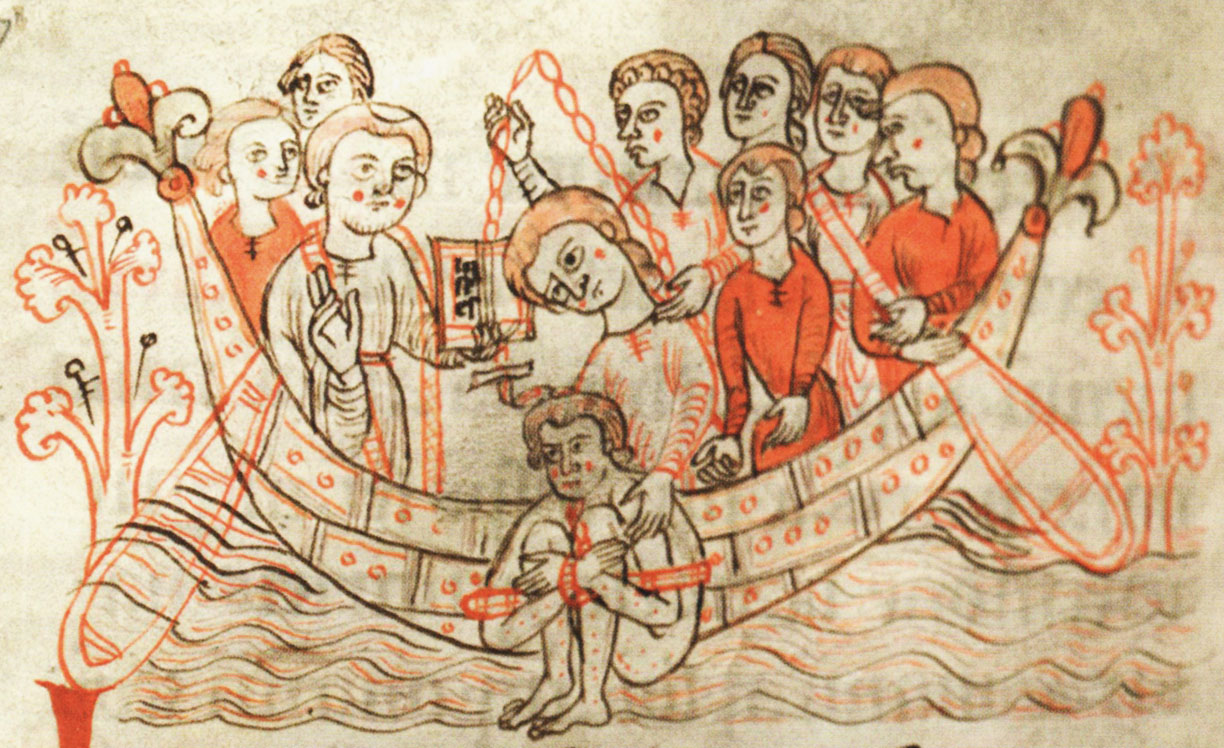
Ordalie de l'eau froide, extrait d'un rituel romain conservé à la bibliothèque de Lambach. Cml LXXIII. f. 64v, 72r (fin du XIIe siècle).

La deuxième vague de procès vise les hérétiques hussites et les adeptes de Jan Hus, qui prêche un retour à l'Église apostolique, spirituelle et pauvre et pense que la réforme de l'Église doit passer par le pouvoir laïc. Les hussites sont au centre d'une persécution spécifique déclenchée dans les années 1420 après la condamnation au bûcher de Jan Hus en 1415 durant le Concile de Constance.
Les adeptes du mouvement vaudois allemands, déjà incriminés en 1399, bien que nullement affiliés aux Hussites, sont victimes de cette vague de persécution en raison de la confusion entre le mouvement des hussites et le mouvement vaudois. Ces procès de 1430 sont typiques des procès intentés contre des hérétiques, à ceci près que, selon Georg Modestin, ils présentent quelques éléments de sorcellerie : premièrement les procès précurseurs de 1429 concernent surtout des sorcières, et surtout à deux reprises on immerge probablement deux femmes dans un bain, probablement à la recherche de la marque du diable, alors que ceci n'est pas habituel dans une procédure visant à démontrer l'hérésie. 

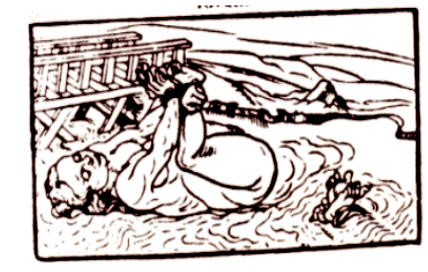
Bain de sorcière, utilisé dans les interrogatoires, 1572.

Le procès se déroule en trois phases. Durant la première du 23 mars au 5 avril 1430, quatre femmes sont condamnées à l'emprisonnement perpétuel, et trois hommes au port de la croix jaunes pour les hérétiques. Durant la deuxième phase du 23 avril au 9 mai, deux femmes sont condamnées à l'emprisonnement perpétuel et à la confiscation de leurs biens et un homme au jeûne et à l'aumône. Peter Sager récidiviste, est condamné au bûcher le 4 mai, et un couple est condamné le 9 mai, la femme au port de la croix jaune et à la confiscation de ses biens, l'homme à une pénitence. 
Durant la troisième phase du 20 au 30 juin 1430, les autorités de la ville souhaitent limiter l'impact des procès et le pouvoir de l'inquisiteur Ulric de Torrenté face à la multiplication des accusations. Les accusations commençaient en effet à atteindre de hauts dignitaires, alors que le tribunal comprend des membres des autorités de la ville. Aucune condamnation n'est donc prononcée.   
Pour les deux vagues de procès de 1429 et 1430, ce sont surtout des personnes étrangères qui furent envoyées au bûcher.

### Procédures laïques

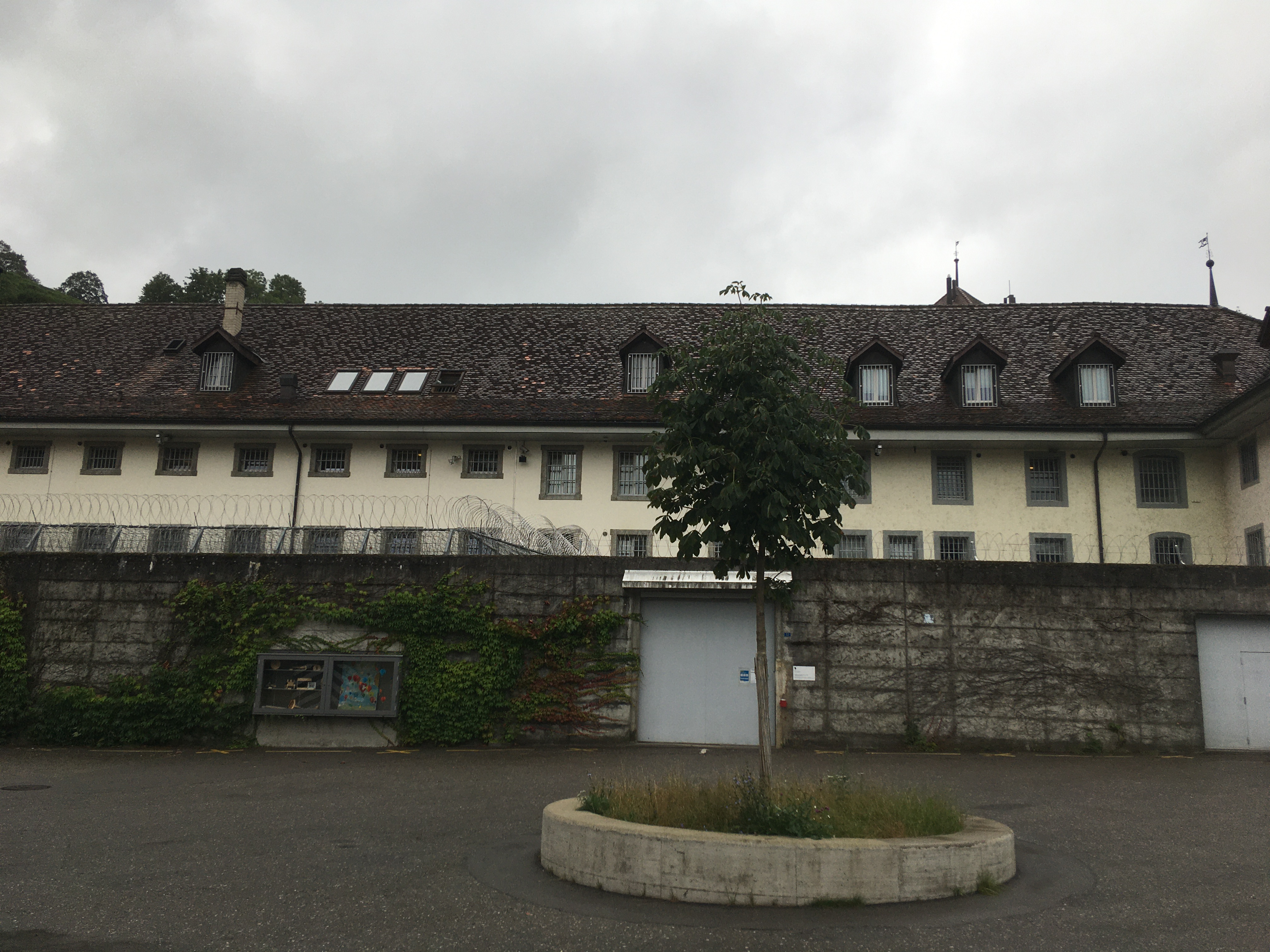
Prison centrale de Fribourg, où étaient emprisonnés les personnes condamnées à mort.

Afin de limiter l'influence de l'inquisiteur du diocèse de Lausanne Ulric de Torrenté, pour la deuxième vague de procès de sorcellerie de 1437, la ville ne fit plus appel à l'inquisiteur. Le fait que la ville de Fribourg ait fait appel au tribunal d'inquisition et à l'inquisiteur dans un premier temps pour les procès de 1429 et 1430, pour ensuite refuser son ingérence et mener seule les procédures est assez remarquable, d'autant plus qu'Ulrich de Torrenté mène durant la même période des procès de sorcières à Dommartin près de Lausanne en 1438 et Neuchâtel en 1439,,.
Les procès ont donc été menés par un tribunal laïc, contrairement à la conception selon laquelle l'église catholique serait responsable des chasses aux sorcières. Or en réalité, ce qui est constaté en Suisse, c'est que malgré l'influence d'une propagande appuyée par l'Église, les procès sont plutôt menés dans le cadre de conflits d'influence séculiers par de puissants notables qui veulent étendre leur pouvoir (visible par exemple en Valais dans le cas de Pierre de Torrenté, accusé à tort de sorcellerie et condamné sous l'influence de Walter Supersaxo souhaitant asseoir l'indépendance du Valais).

### La deuxième chasse aux sorcières de 1437 à 1442 à Fribourg

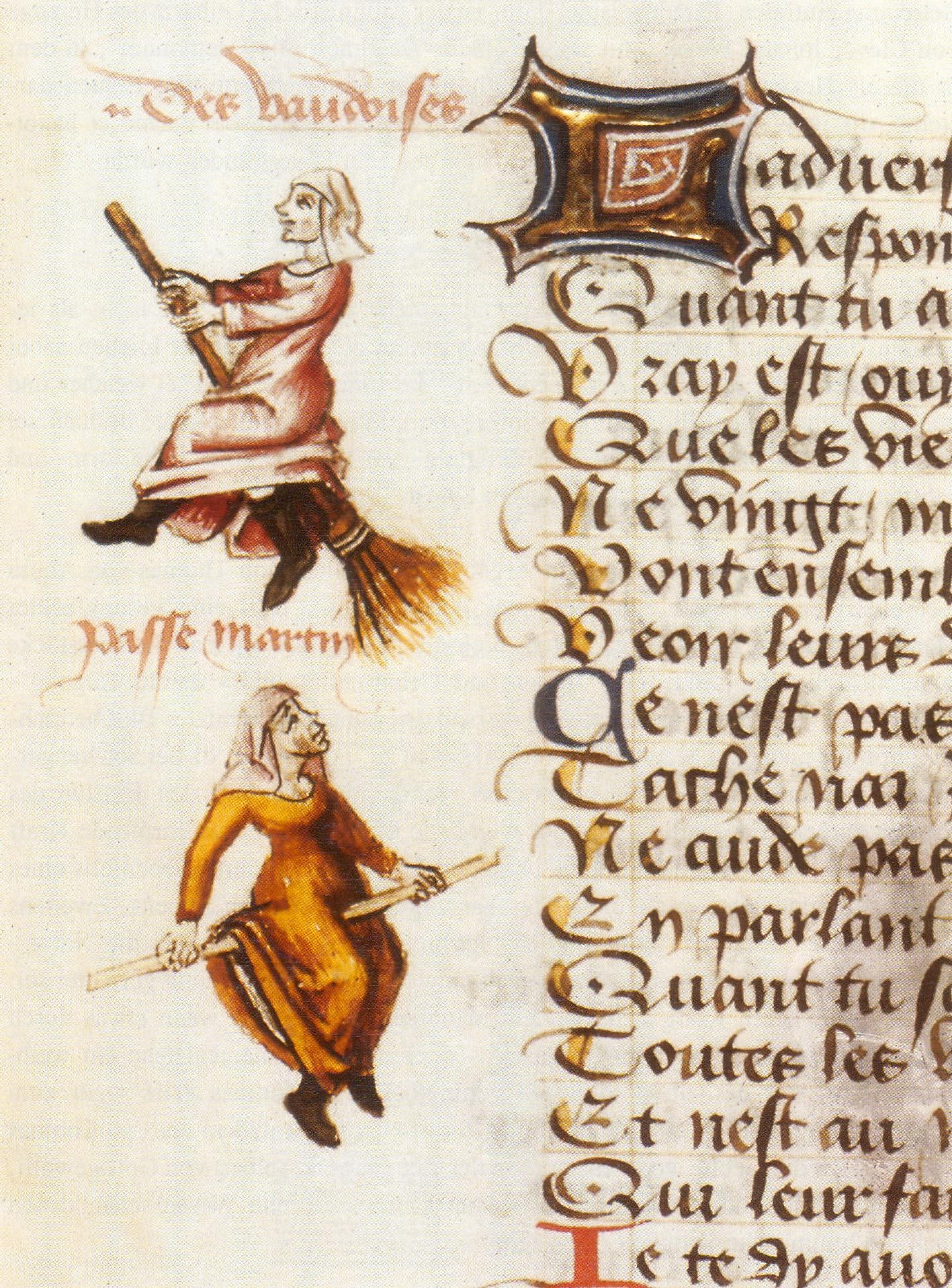
Champion des dames, manuscrit écrit en 1440, avec le dessin "Des Vaudoises".

La vague de persécutions démarre à Grasbourg, où des hérétiques furent exécutés en 1277, en parallèle avec une crise économique qui touche le secteur de la draperie à Fribourg. Le bourgmestre Jean Bugniet est envoyé à Grasbourg pour enquêter sur une femme, qui est exécutée par la suite. En 1438, un homme et une femme sont condamnés au bûcher, et en 1440 deux hommes et deux femmes sont exécutés. En 1442, 7 personnes sont envoyées au bûcher, dont 4 originaires des Anciennes Terres, et un homme de Bellegarde (sous la juridiction de Corbières).
En tout dix neuf personnes sont exécutées entre 1437 et 1442, dont douze femmes et sept hommes, toutes des victimes originaires des campagnes autour de la ville. L'inquisiteur Ulric de Torrenté ne participe pas aux procès, seuls les magistrats mènent la procédure. En 1448 la Savoie proteste du fait que Janni Ruppo et sa femme ont été arrêtés alors que leur cas relève de la juridiction de la Savoie.
En 1442, l'arrêt des chasses aux sorcières est concomitante avec l'acquisition par la ville de Fribourg des fiefs de Thierstein, que le comte de Thierstein s'était refusé à céder depuis 1428. Les chasses aux sorcières sont donc dès les débuts des persécutions un moyen pour la ville de satisfaire ses velléités d'expansion territoriale, et sont de plus menées exclusivement dès 1437 par les autorités officielles de la ville,. 

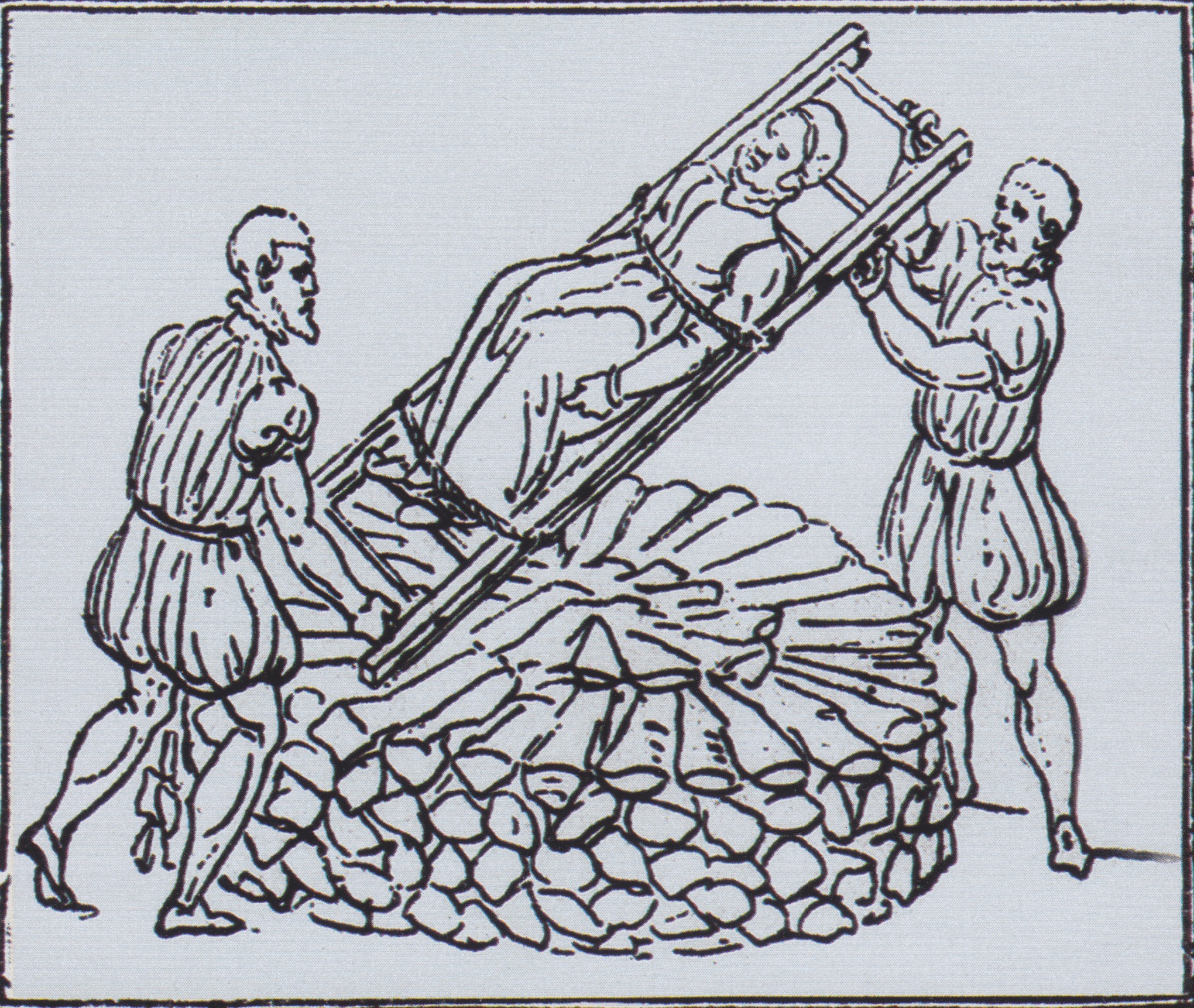
Gravure de bûcher de sorcière, auteur et date inconnue.

La particularité de ces procès réside également dans le fait qu'ils constituent désormais des prototypes parfaits de procès de sorcellerie, avec en pratique la condamnation au bûcher immédiate de toute personne reconnue coupable, alors que dans les précédents, seuls les récidivistes sont condamnées, et au niveau du discours rhétorique les notions de « pacte avec le diable » et de « sabbat de sorcière » étant établies. Le concile de Bâle qui s'est tenu dans la région a favorisé la propagation des concepts. Une féminisation des accusations s'opère également, tous ces éléments allant de pair avec la parution de manuscrits précurseurs des chasses aux sorcières, parmi lesquels figurent les chroniques de Hans Fründ sur les procès de sorcières de 1428 en Valais et les Errores gazariorum, probablement rédigés par Ulric de Torrenté, Claude Tholosan ou Ponce Feugeyron entre 1430 et 1440 (trois chasseurs de sorcières actifs en Suisse romande). Ce dernier manuscrit apporte une des premières théorisations des vols nocturnes à l'aide de bâtons ou balais et du sabbat des sorcières. Il est suivi par le poème de Martin le Franc Champion des Dames écrit vers 1440 et imprimé vers 1485, qui comporte des dessins de femmes volant et chevauchant un balai, avec pour légende « Des vaudoises », témoignant de la préoccupation de le Franc pour la question des hérétiques vaudois.

### Procès ultérieurs

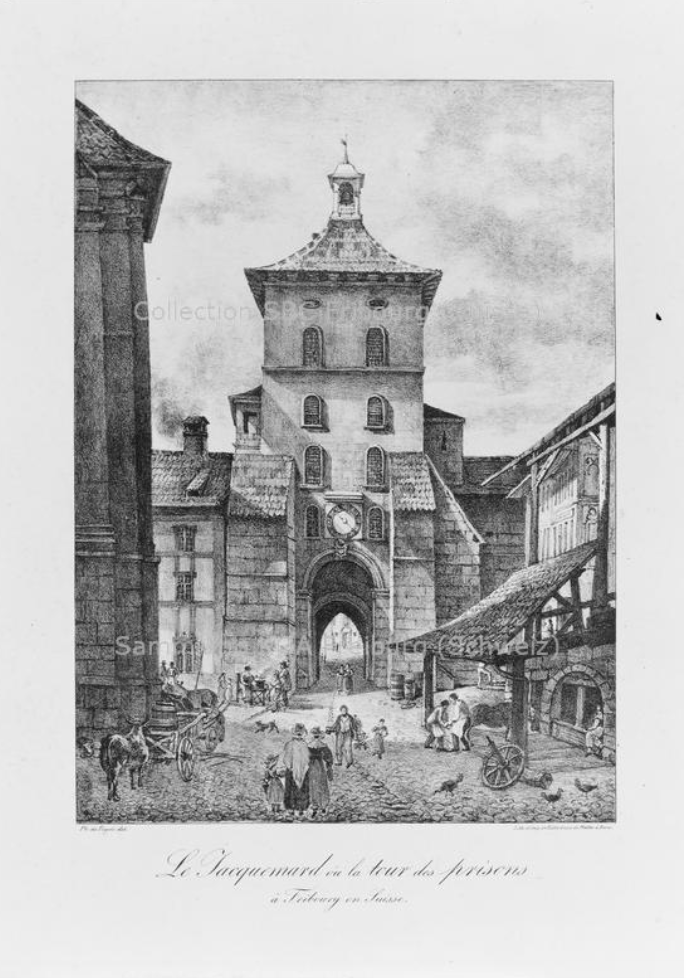
Porte de Jacquemart, lithographie par Philippe de Fégely (1830).

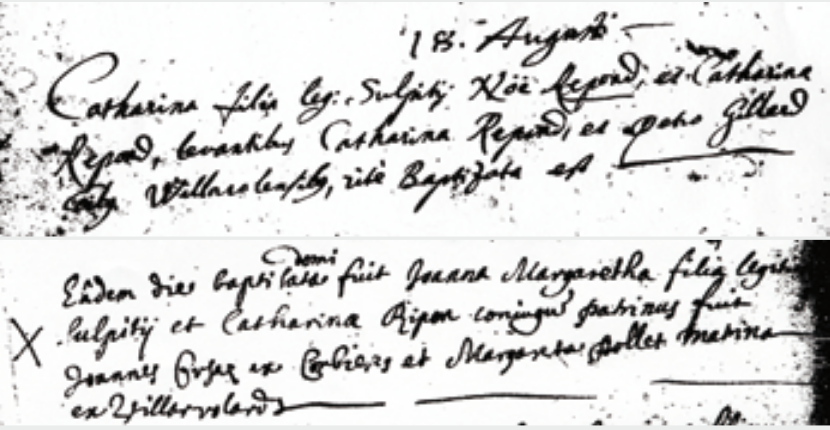
Enregistrement du baptême de Catherine et Marguerite Repond, registre de la paroisse de Villarvolard, 18 août 1663 et en 29 juillet 1665.

La lutte contre la sorcellerie reste ensuite toujours entre les mains des autorités de la ville, ce que Georg Modestin qualifie d'autarcie juridique, à l'exception du cas de Christian Bastardet, un zoophile condamné pour sorcellerie en 1457 sur demande de l'abbé de Hauterive,,.
Après une décennie de calme, les persécutions reprennent en 1454 avec les procès de Gueltina, emprisonnée lors du dimanche des rameaux du 29 avril 1453 et sauvée par une lettre.
Entre 1457 et 1466 se tiennent cinq procès de sorcellerie dans la région sud de Fribourg.
Les procès à partir de 1475 sont documentés par les Livres Noirs, étudiés par P. Gyger, qui s'est intéressé tout particulièrement aux cas de Jeannette Lasme (1493), Pierre Bollengé (1502) et Pernette Fallewo (1505). Les procès de sorcellerie à cette époque sont des procédures courantes et seuls six magistrats sont en général affectés à leur traitement.

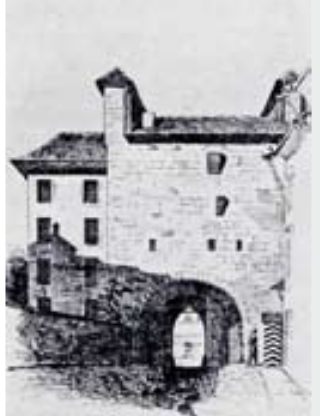
Mauvaise Tour, Fribourg.

Le dernier procès de sorcellerie est mené contre Catherine Repond, dite la Catillon, en 1731, qui est la dernière femme condamnée au bûcher pour ce motif en Suisse romande et à Fribourg, À Fribourg, elle est emprisonnée dans la « Mauvaise Tour » construite en 1410 et détruite en 1888. Lors de l'agrandissement du Musée d'Art et d'Histoire de la ville de Fribourg, on redécouvrit les fondations de cette tour, le musée étant situé à l'endroit où se situait cette tour,.

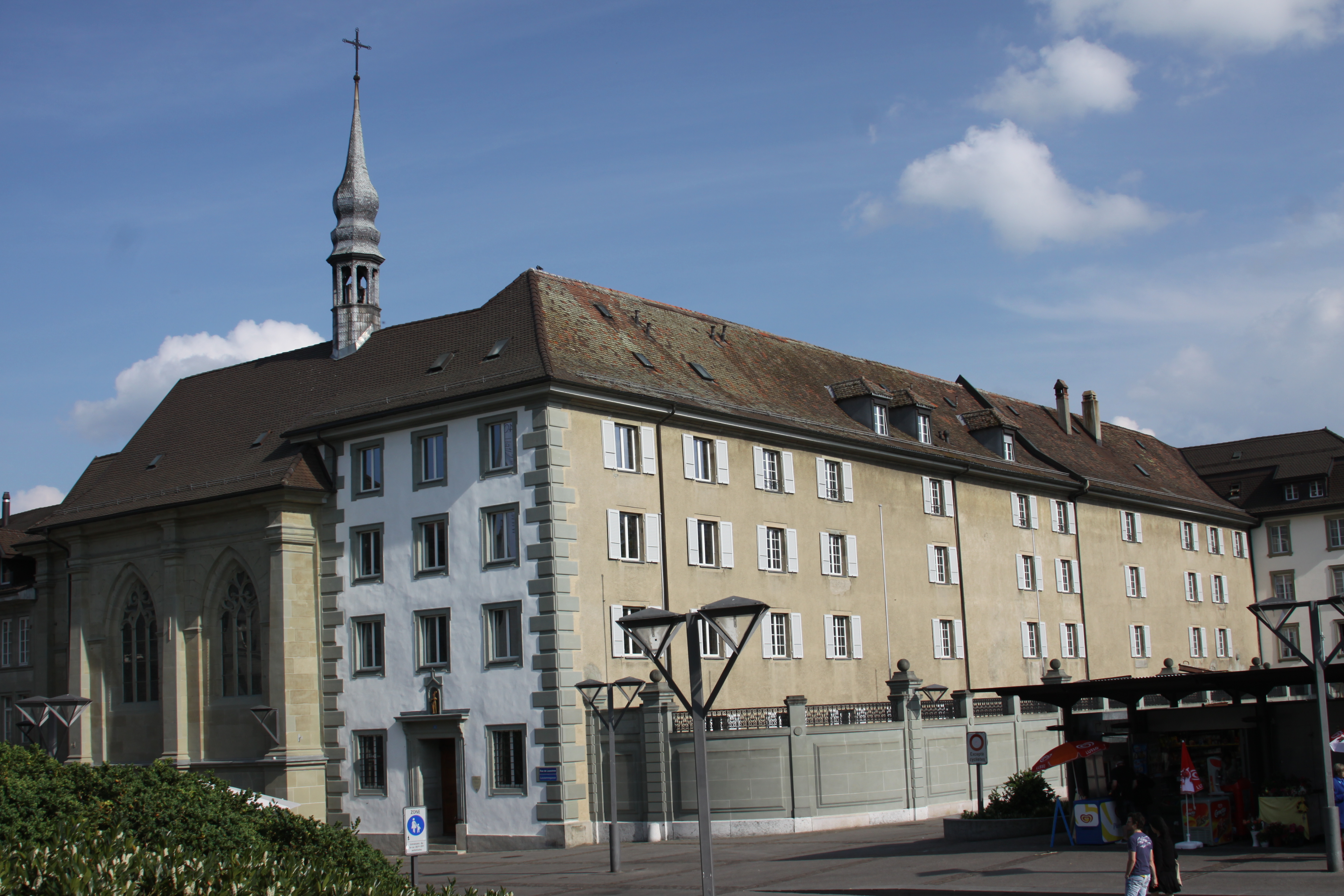
Le couvent des Ursulines, 2 rue des Alpes à Fribourg, à côté duquel se trouvait la tour de Jacquemart démolie en 1853, où furent emprisonnées des personnes accusées de sorcellerie, dont le dénommé Bouquet, dénoncé par Catherine Repond. Des sorcières y auraient subi le supplice du quintal,,.

Catherine Repond accuse un autre homme, faux monnayeur et dénommé Bouquet, qui est lui emprisonné dans la Tour du Jacquemart, (aussi appelée tour des prisons). Cette tour est détruite en 1853, mais le couvent des Ursulines est encore visible en 2020.

## Protagonistes

### L'inquisiteur Ulrich de Torrenté
En 1429-1430, Ulric de Torrenté enquête contre les vaudois à Fribourg dans le diocèse de Lausanne. En conséquence, il condamne les membres allégués de cette secte et les livre au bras séculier des autorités laïques afin de les faire brûler sur le bûcher.

### Victimes des procès

#### Initiatives pour réhabiliter et rendre visibles les procès de sorcières à Fribourg

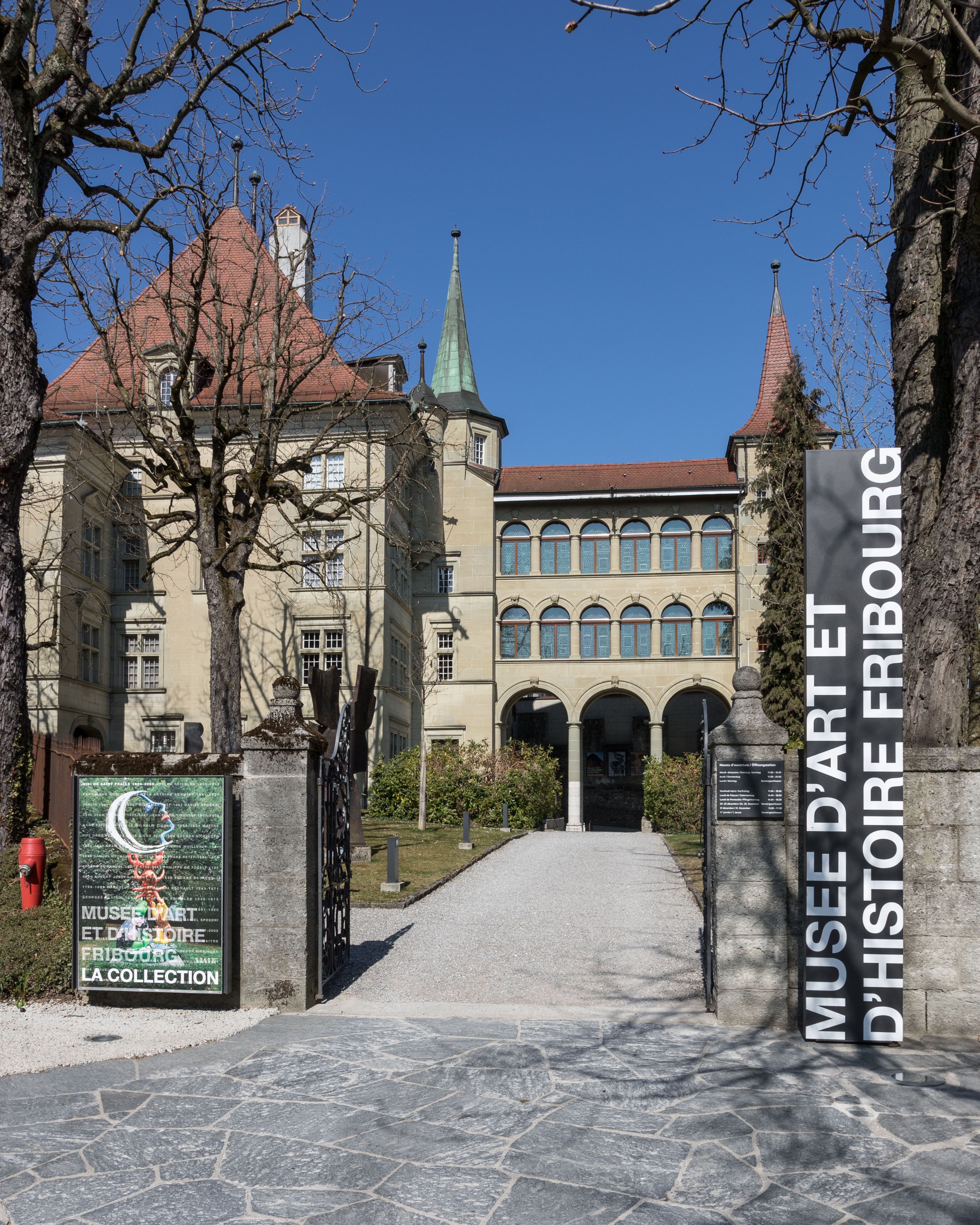
Musée d'Art et d'Histoire Fribourg, construit à l'emplacement de la « Mauvaise tour » où fut emprisonnée Catherine Repond en 1731, et où mourut probablement sa sœur Marguerite.

En 2020, les archives cantonales de Fribourg mettent en ligne les archives des procès de sorcières documentés dans les Livres noirs. Le projet scientifique de documentation est mené par Rita Binz-Wohlhauser et Lionel Dorthe. Il vise à rendre visible l'histoire des procès en sorcellerie menés dans le canton de Fribourg en rendant publiques diverses sources notariées et juridiques inédites du XVe au XVIIIe siècle , comme les Thurnrödel, les Manuaux du Conseil et les Comptes des Trésoriers.
En 2009, une motion est présentée au Conseil d'État fribourgeois pour réhabiliter La Catillon. Le Grand Conseil du canton de Fribourg refuse au motif de la non continuité politique et juridique entre l'Ancien Régime et l'État libéral de droit né en 1831. 
En 2010, une Place Catherine-Repond est inaugurée au lieu-même de son exécution, sur la colline du Guintzet à Fribourg.

#### Typologie des victimes des procès
D'après ces sources et les recherches historiques menées par Kathrin Utz Tremp, on peut faire le constat que 108 procès en hérésie ont été menés contre 47 hommes et 61 femmes à Fribourg durant les premiers procès en hérésie de 1399 et 1430. Les victimes de ces premiers procès incluent une proportion élevée de riches marchands, occupant parfois des positions officielles dans la municipalité de Fribourg. On dénombre également une forte proportion d'artisans. Parmi les femmes persécutées, certaines sont lettrées et exercent leur commerce de façon indépendante,.
Les profils des victimes à partir de la deuxième vague de procès en sorcellerie (1437) ont la particularité de provenir davantage des campagnes environnantes, et de cibler des paysannes et des personnes pauvres. Un grand nombre de victimes sont originaires du district de La Broye. De fait, ce sont les territoires les plus morcelés et présentant de nombreuses frontières, ainsi que des divisions linguistiques et religieuses, qui ont le plus brûlé de sorcières, contrairement aux pays avec une administration très centralisée, comme la France. 

#### Liste de victimes

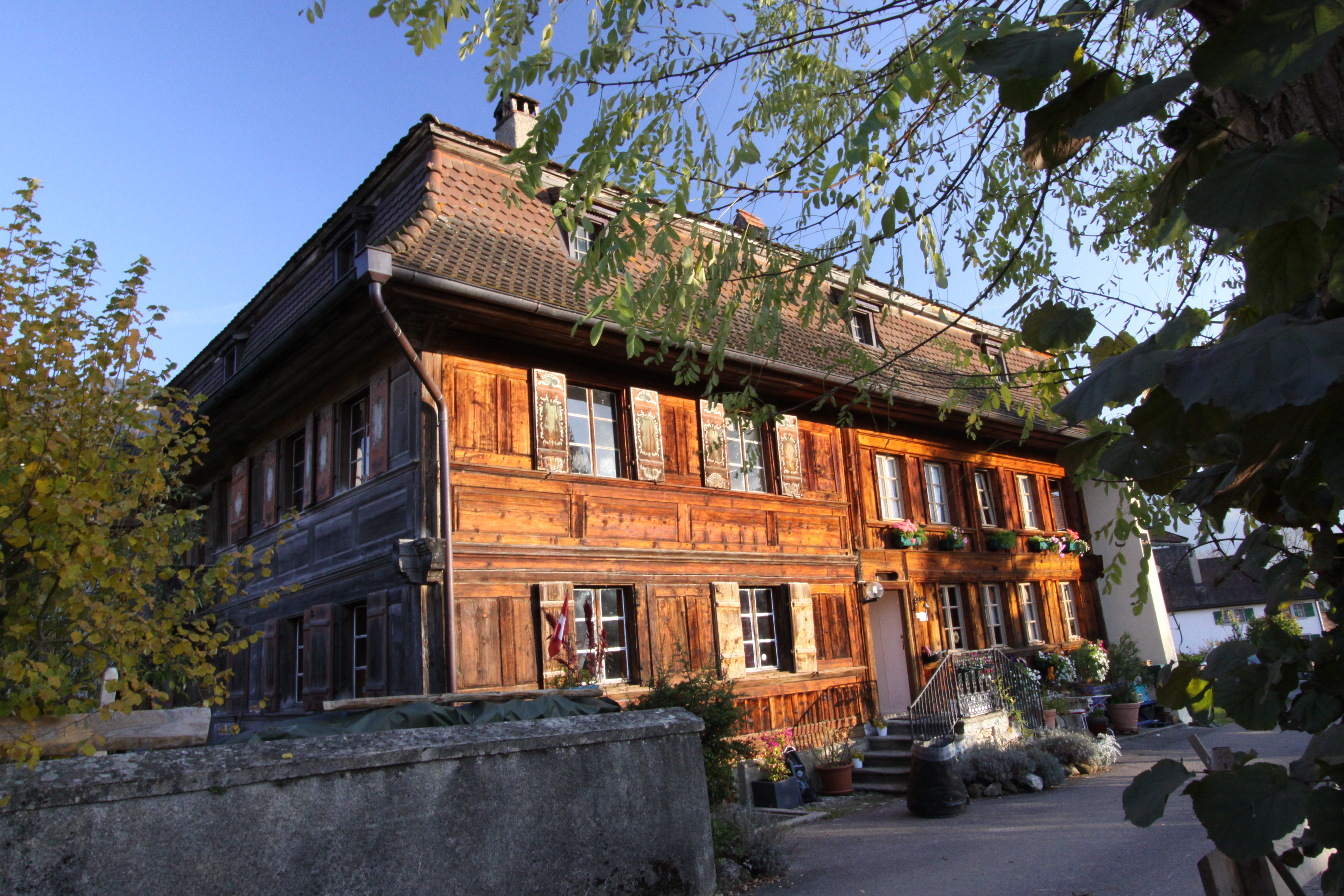
Maison de Catherine Repond à Villarvolard.

- Itha Stucki, de Äschlenberg, Alterswill, paysanne, incriminée en 1399, et 1429[ut 6], est accusée de pratiquer la magie et constitue une exception dans le procès de 1430 visant les hérétiques vaudois[ut 13]. On ne put pas prouver sa complicité avec le diable et elle est soumise à un serment purgatoire le 5 mai 1430[ut 13]. Elle est à nouveau accusée en 1442, condamnée et envoyée au bûcher [ut 11]. Son fils est exécuté avec elle[43].
- Richard de Maggenberg, paysan, d'Ober Maggenberg, Alterswill, accusé d'hérésie. Il est propriétaire du Château de Ober Maggenberg acheté en 1408 et la ville de Fribourg souhaite le reprendre[ut 14]. Il est incriminé en 1399 et 1430[ut 15]. Sa famille est liée par le mariage à celle d'Itha Stucki. Il est arrêté, emprisonné et relâché avant le 3 mai 1430, mais lors de l'interrogatoire de sa femme Bertha, celle-ci indique qu'il l'empêche de se rendre à la messe à Tavel, qu'il ne paie pas le cens et qu'il force les membres de sa famille à travailler le dimanche. Il réussit à s'enfuir et dépose une plainte au tribunal impérial de Rottweil. Il est arrêté à nouveau à Bâle pendant le concile de Bâle et emprisonné. La ville de Fribourg gagne le procès le 8 septembre 1437, il est relâché. Il meurt peu de temps après[ut 16]. Son fils Hensli de Maggenberg (alias Hensli von Umbertsschweni) dépose plainte également contre la ville de Fribourg devant le tribunal impérial de Saint-Vehne, Wesphalie en 1437. Il doit vendre le château le 9 juillet 1439 à l'hôpital Notre Dame de Fribourg pour 390 livres[ut 16].
- Lõischerra, arrêtée à Grasbourg en 1430[ut 6].
- Willi de Christanberg et sa femme Anguilla, première vague du procès de 1430[ut 9].
- Anguilla Brechiller, béguine, sœur de Willi de Christanberg, première vague du procès de 1430[ut 9]. Ses dénonciations marquent le début des procès mais elle est autorisée à se racheter contre le paiement d'une somme d'argent[ut 13].
- Anguilla de Christanberg, femme de Willi de Christanberg, première vague du procès de 1430[ut 9]. Durant les interrogatoires, elle est soumise à la torture[ut 13].
- Konrad Wasen, ouvrier spécialisé, condamné au port de la croix jaune des hérétiques en 1399 et à un mois d'emprisonnement durant la  première vague du procès de 1430[ut 9]. Ceci ruina sa carrière. Durant les interrogatoires, on le menace de torture jusqu'à ce qu'il fasse des aveux [ut 13].
- Betzcha, femme de Konrad Wasen, première vague du procès de 1430[ut 9]. Durant les interrogatoires, elle est soumise à la torture[ut 13].
- Elza Troger, première vague du procès de 1430[ut 9]. Durant les interrogatoires, elle est soumise à la torture[ut 13].
- Gerda Nükommen de Brünisried, première vague du procès de 1430[ut 9]. Durant les interrogatoires, elle est soumise à la torture[ut 13].
- Marguerite Studer, deuxième vague du procès de 1430[ut 9].
- Hans Studer, deuxième vague du procès de 1430[ut 9]. Autorisé à se racheter contre le paiement d'une somme d'argent[ut 13].
- Anguilla Perrotet, femme du tanneur Jacques Perrotet et fille de Mermet Hugo, marchand et tanneur, deuxième vague du procès de 1430[ut 9].
- Jean Bertrand, maître du poids, Maître du sel, deuxième vague du procès de 1430[ut 9].
- Peter Sager, marginal déjà condamné durant les procès de Berne en 1399, condamné au bûcher et exécuté, deuxième vague du procès de 1430[ut 9]. Durant les interrogatoires, il est soumis à la torture[ut 13].
- Georg Bindo et sa femme Perrissonna, deuxième vague du procès de 1430[ut 9].
- Janno Michels, valaisan[ut 17], procès de 1429.
- Anne Grouserra de Cerlier, 1429[ut 6].
- Catherine Buschillon, 1430.
- Janni Ruppo et sa femme, originaires de Planfayon, Illens, Savoie, 1440[ut 11].
- Stefan Buosen, 1440[ut 11].
- Trina Buosen, sœur de Stefan, 1440[ut 11].
- Suomy, 1440[ut 11].
- Greda Buosen, 1440[ut 11].
- Betrisa Mürsing de Tavel, 1429[ut 6].
- Jeannette Lasne, brûlée le 22 août 1493[44],[m 1].
- Christian Bastardet jugé en 1457[m 1],[14].
- Pernette Fallewo, brûlée le 28 juin 1502[m 1].
- Pierre Bollengé, jugé en 1505[m 1].
- Catherine Repond[45] , dite La Catillon, dernière sorcière condamnée au bûcher à Fribourg en 1731[46],[47],[48],[49],[33],[50],[51],[52]

## Bilans des persécutions
Selon la médiéviste Kathrin Utz Tremp 
« Fribourg a été le 3e lieu en Europe à exécuter des sorcières, dès 1429. Et une des premières autorités politiques à instruire des procès en sorcellerie sans inquisiteurs religieux ». 
500 personnes ont été jugées entre 1429 et 1731 à Fribourg  et 300 sont mortes sur le bûcher (pour comparaison 6000 en Suisse). Près de 80% étaient des femmes, et les condamnations les ont menées dans 60% des cas au bûcher. La Suisse constitue le pays avec le plus fort ratio d'exécution par rapport au nombre d'habitants.
150 à 200 personnes ont été exécutées dans le cadre des procès en sorcellerie entre 1500 et 1800 selon une motion présentée au Conseil d'État fribourgeois pour réhabiliter La Catillon.

### Ouvrages
- Utz Tremp, Kathrin, 1950- et Python, Francis, 1946-, Histoire de Fribourg, Livreo-Alphil, 2018 (ISBN 978-2-88950-014-7, 2-88950-014-4 et 978-2-88950-006-2, OCLC 1041604164, lire en ligne)

1. 1 2 3 4 5 6 7  Utz Tremp et Python 2018.
2. ↑  Utz Tremp et Python 2018, p. 7-22.
3. ↑  Utz Tremp et Python 2018, p. 157.
4. ↑  Utz Tremp, Python et 2018 2018, p. 159.
5. 1 2  Utz Tremp et Python 2018, p. 160.
6. 1 2 3 4 5 6 7  Utz Tremp et Python 2018, p. 166.
7. ↑  Utz Tremp et Python 2018, p. 161.
8. ↑  Utz Tremp et Python 2018, p. 161-162.
9. 1 2 3 4 5 6 7 8 9 10 11 12 13 14  Utz Tremp et Python 2018, p. 162.
10. ↑  Utz Tremp, Python et 2018 2018, p. 167.
11. 1 2 3 4 5 6 7 8  Utz Tremp et Python 2018, p. 168.
12. 1 2  Utz Tremp, Python et 2018 2018, p. 169.
13. 1 2 3 4 5 6 7 8 9 10  Utz Tremp et Python 2018, p. 163.
14. ↑  Utz Tremp et Python 2018, p. 163, 165, 166.
15. ↑  Utz Tremp et Python 2018, p. 164.
16. 1 2  Utz Tremp et Python 2018, p. 165.
17. ↑  Utz Tremp et Python 2018, p. 166-167.

- Arnould, Colette., Histoire de la sorcellerie, Paris, Tallandier, impr. 2009, 494 p. (ISBN 978-2-84734-565-0 et 2-84734-565-5, OCLC 470872934, lire en ligne)
- Sammlung Schweizerischer Rechtsquellen, IX. Abteilung : Die Rechtsquellen des Kantons Freiburg, Erster Teil : Stadtrechte, Zweite Reihe : Das Recht der Stadt Freiburg, Band 8 : Freiburger Hexenprozesse 15.–18. Jahrhundert (Procès de sorcellerie fribourgeois du XVe au XVIIIe siècle), Basel, Fondation des sources du droit, 2022, 1470 p.  (ISBN 978-3-7965-4451-4).

### Articles
- Georg Modestin, Alexia Rey et Céline Rochat, « La répression de la sorcellerie à Fribourg en Suisse au tournant du XVIe siècle : les spécificités d’une juridiction laïque », Cahiers de recherches médiévales et humanistes. Journal of medieval and humanistic studies, no 22,‎ 1er décembre 2011, p. 279–288 (ISSN 2115-6360, DOI 10.4000/crm.13460, lire en ligne, consulté le 4 janvier 2021)

1. 1 2 3 4 5 6 7 8 9  Modestin, Rey et Rochat 2011.

- Chantal Amman Doubliez, , Les sources du droit du canton de Fribourg. Première section : Le droit des villes., Bâle, Société suisse de juristes, 2009 (lire en ligne), p 62 - 6, p. 62 - 63[53].
- (de) Georg Modestin, « Der Teufel in der Landschaft. Zur Politik der Hexenverfolgung im heutigen Kanton Freiburg von 1440 bis 1470 », Freiburger Geschichtsblätter 76 (1999),‎ 1999 (lire en ligne, consulté le 3 janvier 2021)
- Josiane Ferrari-Clément, Catillon et les écus du diable, Fribourg, Éditions La Sarine, 2008. Recension : Naïké Desquesnes, « À nous le temps des sorcières », Le Monde diplomatique, septembre 2014.
- Patrick J. Gyger, L'épée et la corde : criminalité et justice à Fribourg, 1475-1505, Lausanne, Section d'histoire médiévale, Faculté des lettres, Université de Lausanne, 1998, 422 p. (ISBN 2-940110-12-3 et 978-2-940110-12-4, OCLC 41138860, lire en ligne)